# Sobótka (gemeente)
De gemeente Sobótka is een stad- en landgemeente in het Poolse woiwodschap Neder-Silezië, in powiat Wrocławski.
De zetel van de gemeente is in Sobótka.
Op 30 juni 2004 telde de gemeente 12 325 inwoners.

## Oppervlakte gegevens
In 2002 bedroeg de totale oppervlakte van gemeente Sobótka 135,35 km², waarvan:
- agrarisch gebied: 68%
- bossen: 21%

De gemeente beslaat 12,13% van de totale oppervlakte van de powiat.

## Demografie
Stand op 30 juni 2004:
| Omschrijving                   | Totaal | Totaal | Vrouwen | Vrouwen | Mannen | Mannen |
| ------------------------------ | ------ | ------ | ------- | ------- | ------ | ------ |
| eenheid                        | aantal | %      | aantal  | %       | aantal | %      |
| inwoners                       | 12 325 | 100    | 6344    | 51,5    | 5981   | 48,5   |
| bevolkingsdichtheid (inw./km²) | 91,1   | 91,1   | 46,9    | 46,9    | 44,2   | 44,2   |

In 2002 bedroeg het gemiddelde inkomen per inwoner 1370,06 zł.

## Plaatsen
Będkowice, Garncarsko, Księginice Małe, Kryształowice, Kunów, Michałowice, Mirosławice, Nasławice, Okulice, Olbrachtowice, Przemiłów,Przezdrowice, Ręków, Rogów Sobócki, Siedlakowice, Stary Zamek, Strachów, Strzegomiany, Sulistrowice, Sulistrowiczki, Świątniki, Wojnarowice, Żerzuszyce.

## Aangrenzende gemeenten
Jordanów Śląski, Kąty Wrocławskie, Kobierzyce, Łagiewniki, Marcinowice, Mietków